# آماندا سیستر
آماندا سیستر (انگلیسی: Amanda Sister؛ زادهٔ ۱ مارس ۱۹۹۰) بازیکن فوتبال اهل آفریقای جنوبی است.
از باشگاه‌هایی که در آن بازی کرده‌است می‌توان به باشگاه فوتبال زنان لیورپول اشاره کرد.
وی همچنین در تیم ملی فوتبال زنان آفریقای جنوبی بازی کرده‌است.